# Cyphostemma buchananii
Cyphostemma buchananii là một loài thực vật hai lá mầm trong họ Nho. Loài này được (Planch.) Desc. ex Wild & R.B.Drumm. miêu tả khoa học đầu tiên năm 1966.